# Boulanouare
Boulanouare (franska: Boulanouare (CR), Boulanouare (Commune Rurale), arabiska: بئر مزوي) är en kommun i Marocko.   Den ligger i provinsen Khouribga och regionen Béni Mellal-Khénifra, i den norra delen av landet, 130 km söder om huvudstaden Rabat. Antalet invånare är 3 267.